# 山东农业大学
山东农业大学位于山东省泰安市，前身是1906年创办于济南的山东高等农业学堂。山东农业大学是省属重点大学。山东农业大学是中华人民共和国农业部、国家林业局和山东省政府三方共建的综合性大学；为山东省首批“山东特色名校工程”5所应用基础型特色名校之一，入选山东省高水平大学建设项目“冲一流”高校。
山东农大是国务院学位委员会首批批准的具有博士、硕士、学士学位授予权的单位，是国家首批卓越农林人才教育培养计划改革试点高校。截至2014年8月，学校占地面积5145亩，建筑面积118万平方米，教学仪器设备总值4.6亿元，图书馆藏书239万册。在校生33248人，其中本科生30219人，博士、硕士生3029人。教职工2653人，教师中有教授、副教授895人，中国科学院院士2人，中国工程院院士4人，973项目首席科学家2人，入选国家“百千万人才工程”专家8人，国家有突出贡献的中青年专家4人，国家青年千人计划1人，国家级教学名师4人，国家级教学团队3个，教育部“长江学者和创新团队发展计划”创新团队2个；泰山学者攀登计划1人、泰山学者19人。

## 历史沿革

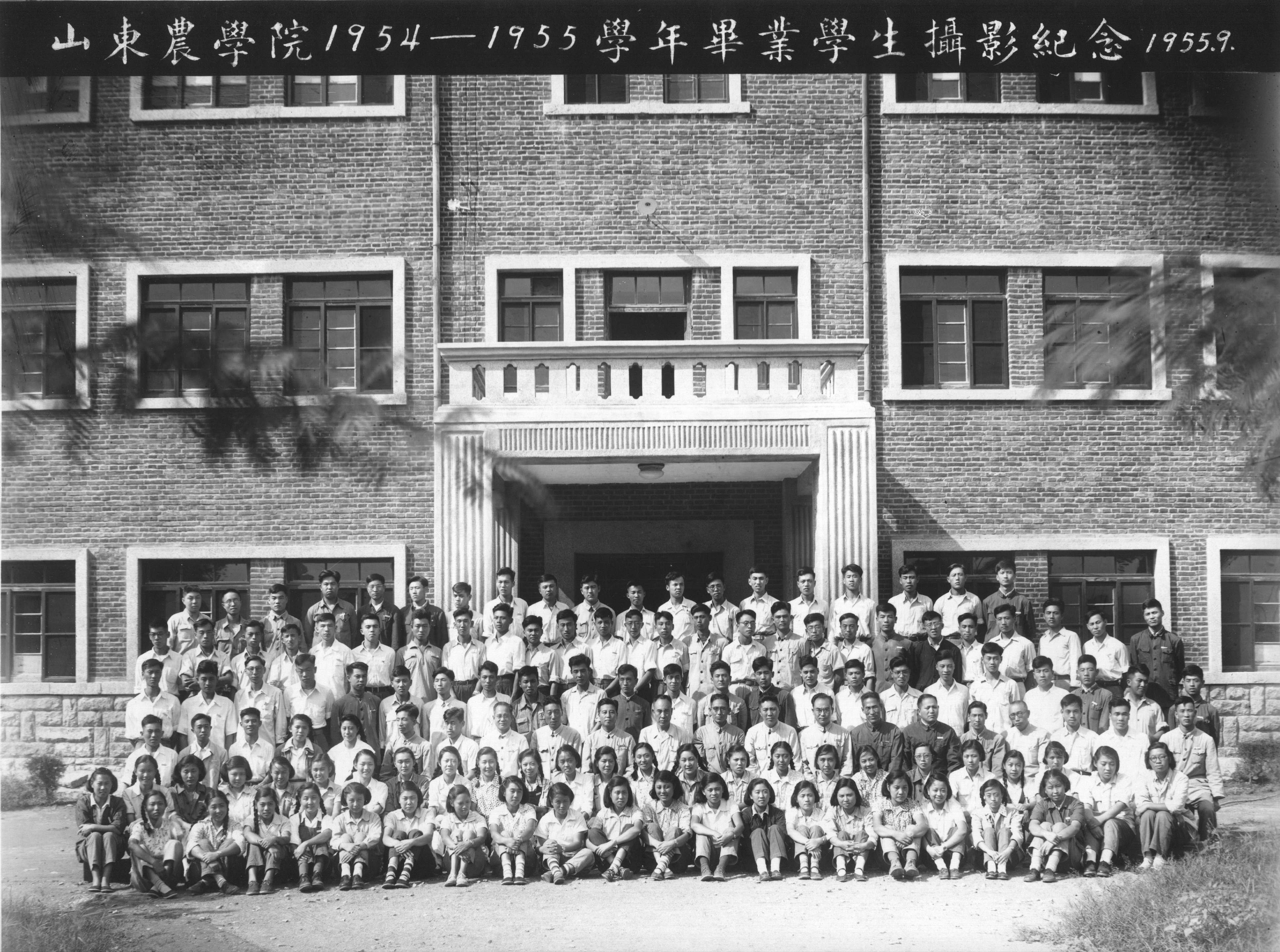
1954-55

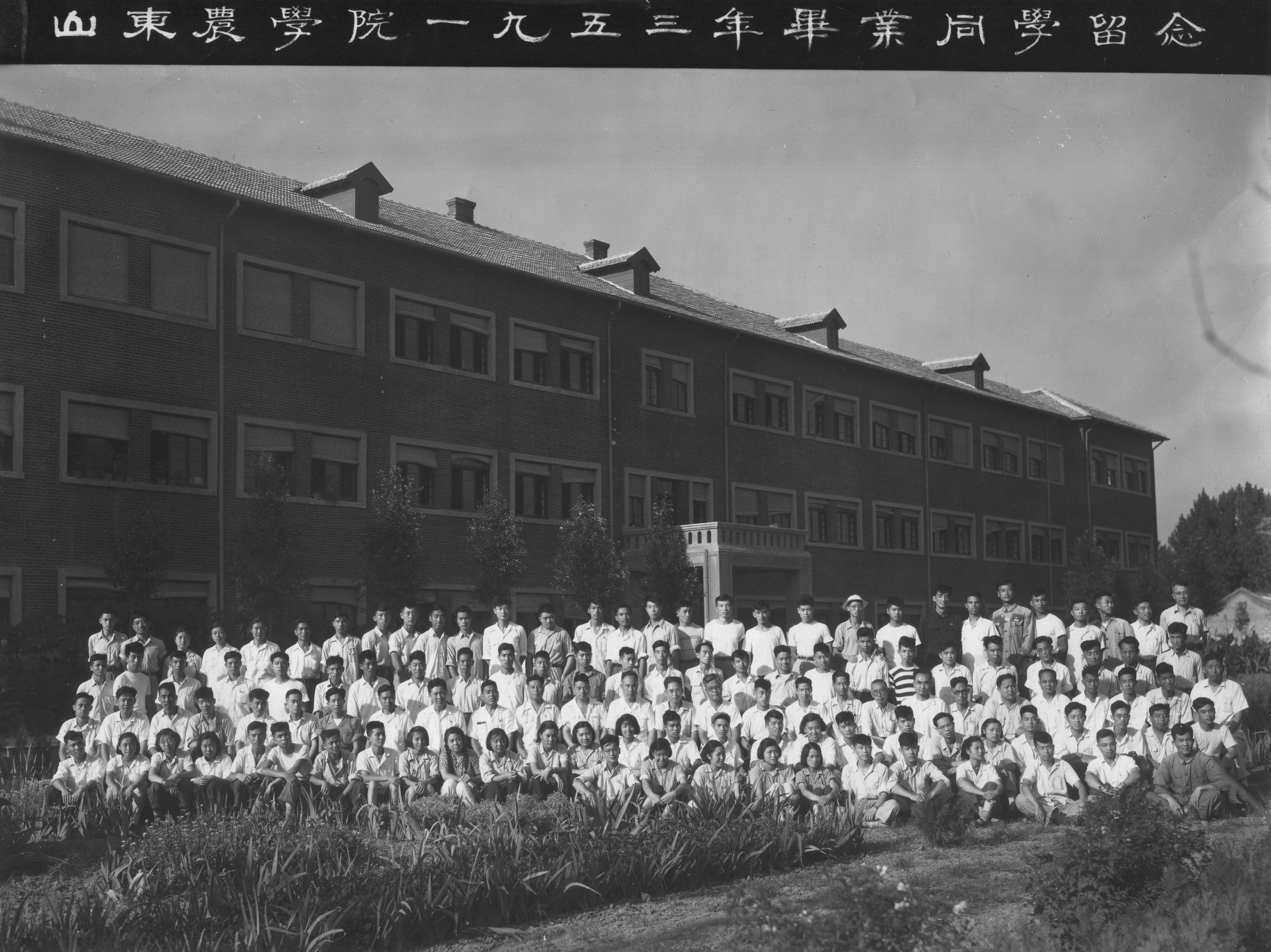
1953

- 1906年2月筹办农林学堂；同年10月招生，定名山东高等农业学堂。
- 1907年，清政府核准在山东省济南市建校。
- 1913年，更名为山东公立农业专门学校。
- 1926年，省立山东大学农学院。
- 1928年，国立山东大学农学院，搬迁到青岛市。
- 1947年，进入山东省立农学院时期。
- 1952年，全国院系调整，山东大学农学院、山东省立农学院、南京大学园艺系、金陵大学园艺系、齐鲁大学农业专修科在济南重组为山东农学院，山东省济南市。同年山东省林业学校与山东水利专科学校建校。
- 1958年，山东农学院迁址山东省泰安市 （今岱宗大街61号）。同时，泰安农业专科学校[5]并入成为中专部，泰安畜牧兽医学院[6]并入。
- 1959年，中专部分出，成为今泰山职业技术学院的一部分；畜牧兽医分出，恢复“山东省泰安畜牧兽医学校”（今山东畜牧兽医职业学院）。[5][6]
- 1983年，改名为山东农业大学。
- 20世纪90年代，三峡水利枢纽建设期间，山东水利专科学院水利工程系曾派师生现场参观三峡工程现场。[7]
- 1999年，与山东水利专科学校和山东省林业学校合并组建新的山东农业大学。紧邻农大的山东水专与本部直接合并，改设水利土木工程学院[8]；位于岱宗大街126号的山东省林业学校改设职业技术学院，与本部相对独立，招收专科学生，几年后更名为科技学院[9]。
- 2003年9月，在原教学基地[10][11]的基础上，改建的南校区在泮河大街7号落成。南校区占地面积2079亩，建筑面积22万平方米，综合教学楼建筑面积为36000 m²，楼内设有教室98个，其中多媒体教室48个，普通教室40个，能同时容纳13000人上课。[12]
- 2006年，学校迎来百年华诞，确立校训、校歌、校徽。[3]
- 2007年，科技学院停止招收专科学生，改设山东农业大学东校区。[13]
- 2015年-2019年，泰安市政府改建岱庙北门前的旅游广场，东校区南区逐步拆迁。[14][15]
- 2019年，为配合泰安市政府分流环山路与岱宗大街的车辆，打通擂鼓石大街中段[16]，东校区北区教学楼、图书楼、实验楼、绘图室、荷花池、三个食堂、两栋教职工宿舍楼，四个学生宿舍配合拆迁，只保留了林校操场与部分教职工宿舍。从此东校区成为了历史。[17]
- 2019年，南校区的东南片区落成[18]，同时原东校区的部分学生转移到了东南片区。[19]
- 2020年，在南校区以北，辛泰铁路以南，温泉路以东扩建的西北片区配套建筑落成[4]，仅供给经济管理学院使用[20]。

## 学院设置
- 农学院
- 植物保护学院
- 资源环境学院
- 园艺科学与工程学院
- 林学院
- 动物科技学院（动物医学院）
- 机械与电子工程学院
- 经济管理学院（商学院）
- 食品科学与工程学院
- 信息科学与工程学院
- 化学与材料科学学院
- 生命科学学院
- 外国语学院
- 公共管理学院
- 水利土木工程学院
- 国际交流学院
- 体育学院
- 马克思主义学院
- 农民学院
- 艺术学院
- 继续教育学院[21]

## 校区设置
山东农业大学设有本部（北校区）与南校区。东校区因为拆迁已被撤销。另外在邹城县石墙镇设有白马河教学与实验中心（白马河农场）。
北校区

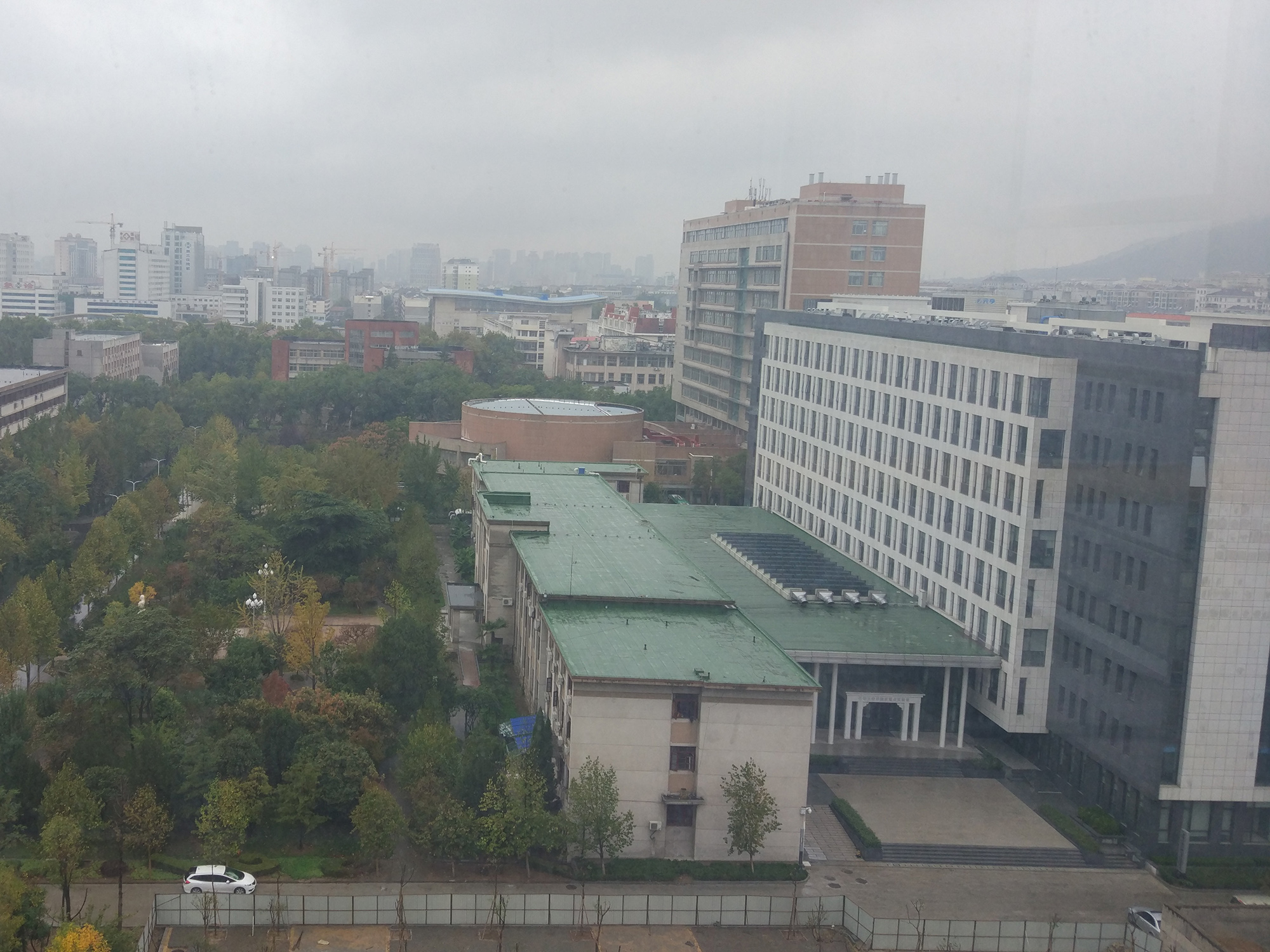
作物生物学国家重点实验室
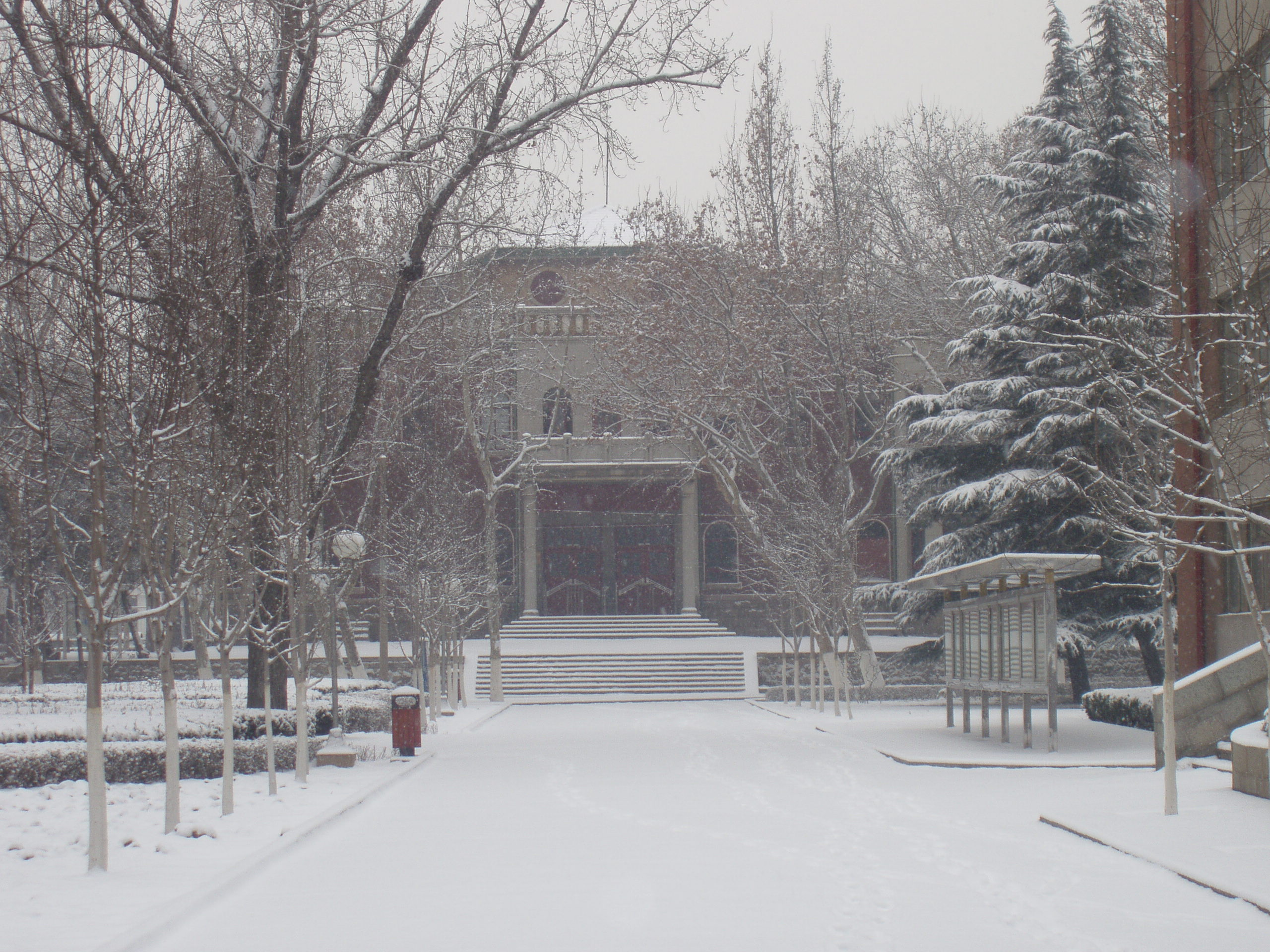
西礼堂，山东省重点保护文物（拍摄于2008年2月8日）
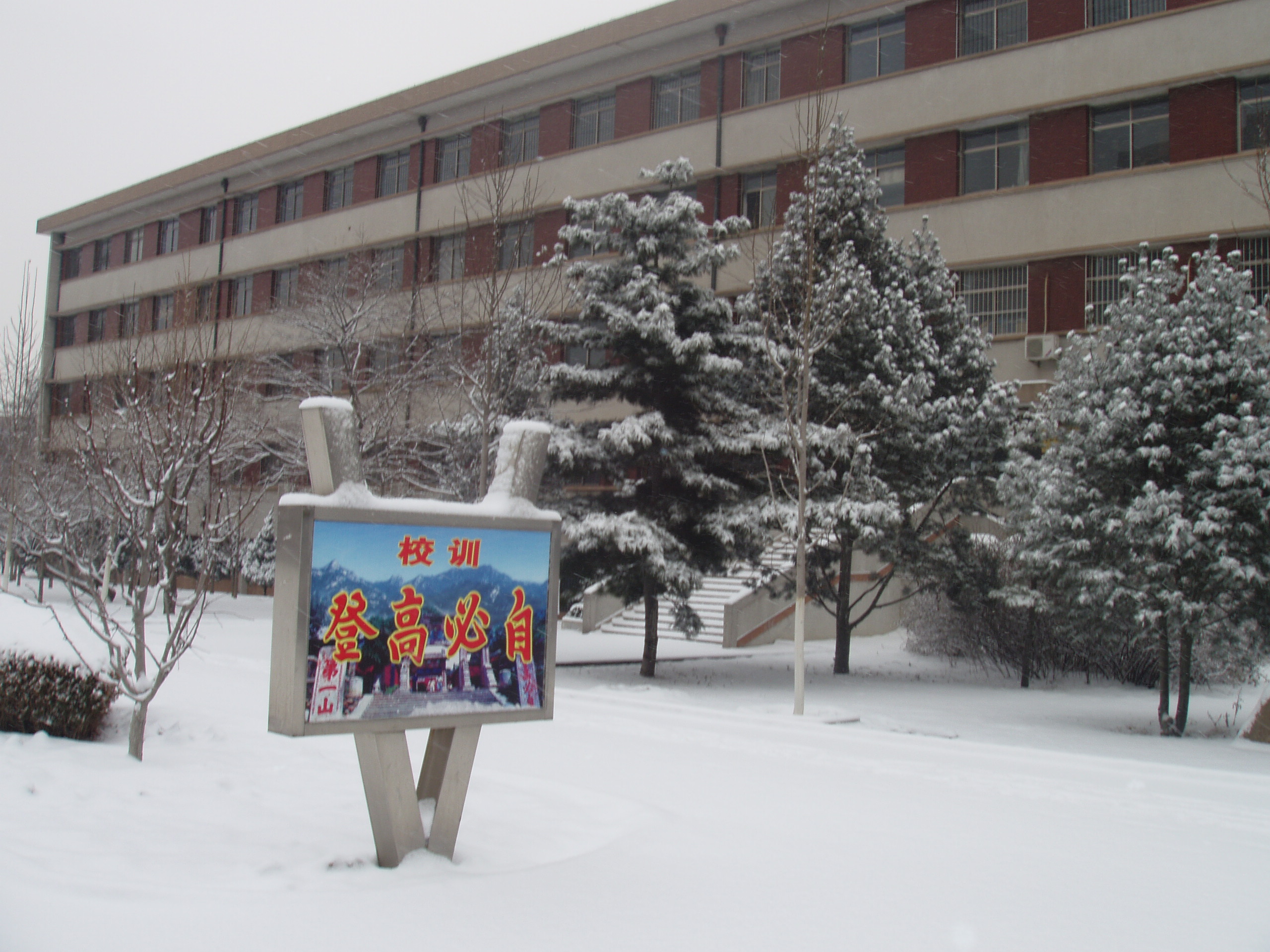
机械与电子工程学院（2008年2月8日）
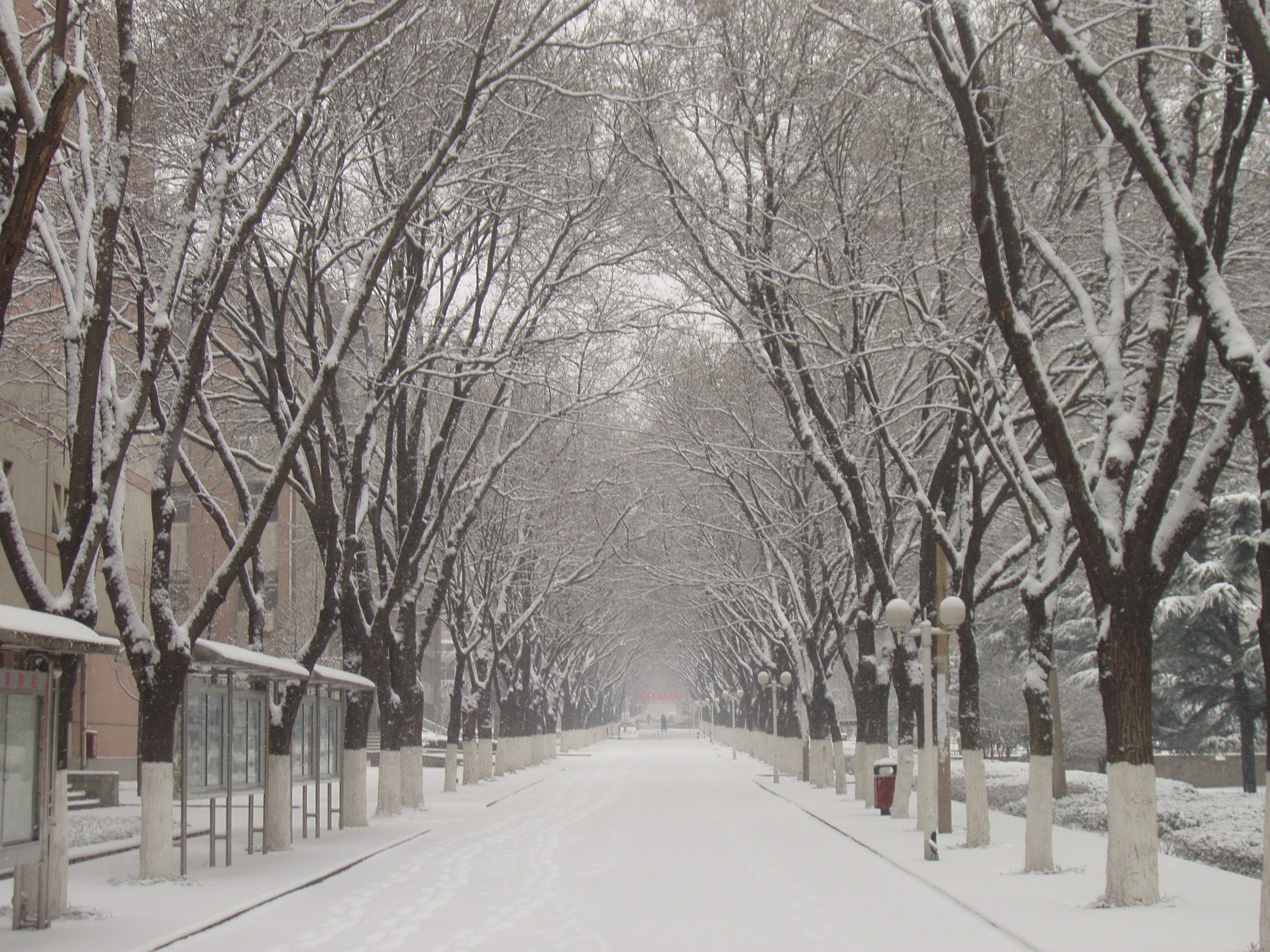
北校区学林路（2008年2月8日）
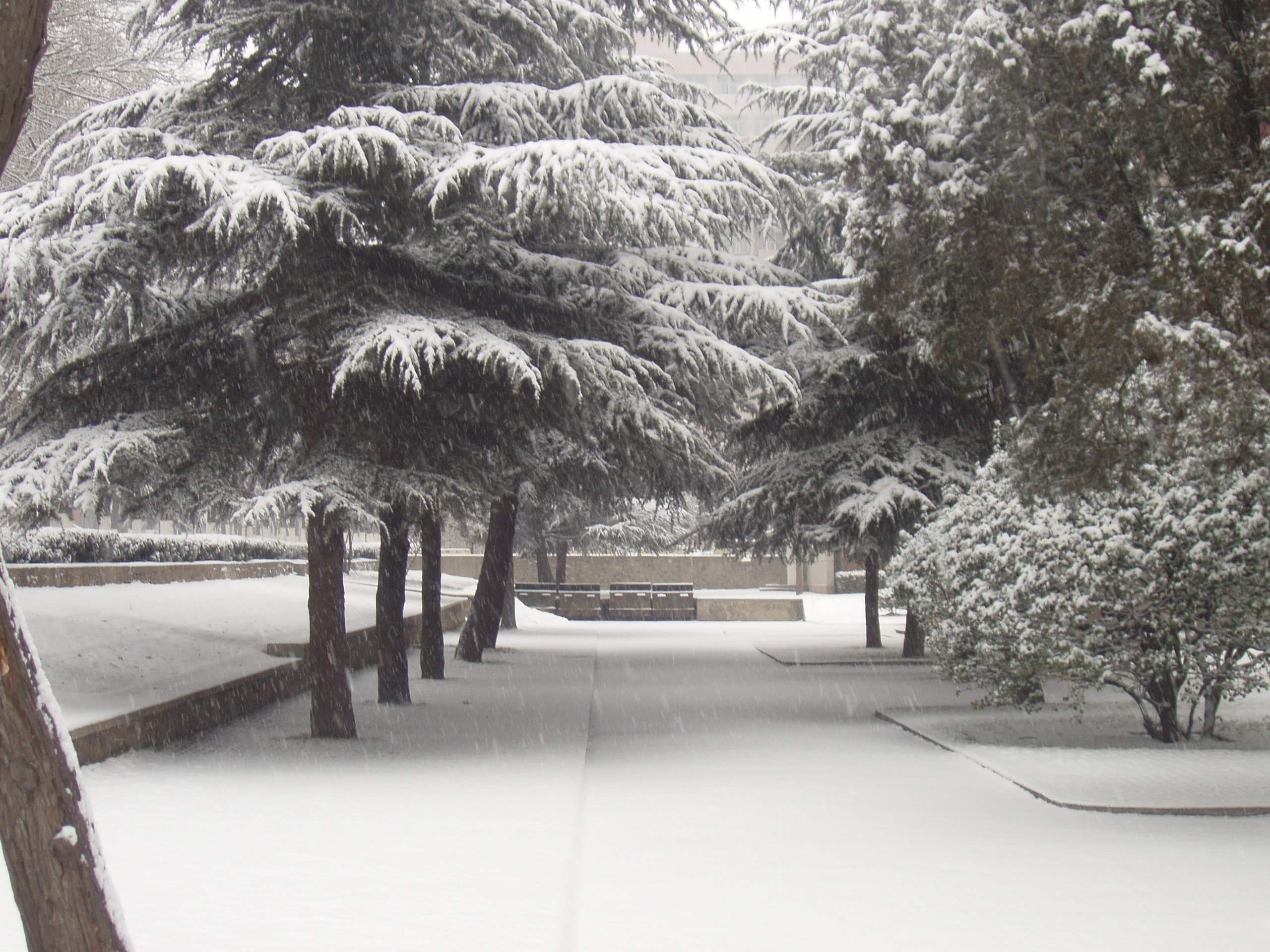
3号楼旁道路 2008年
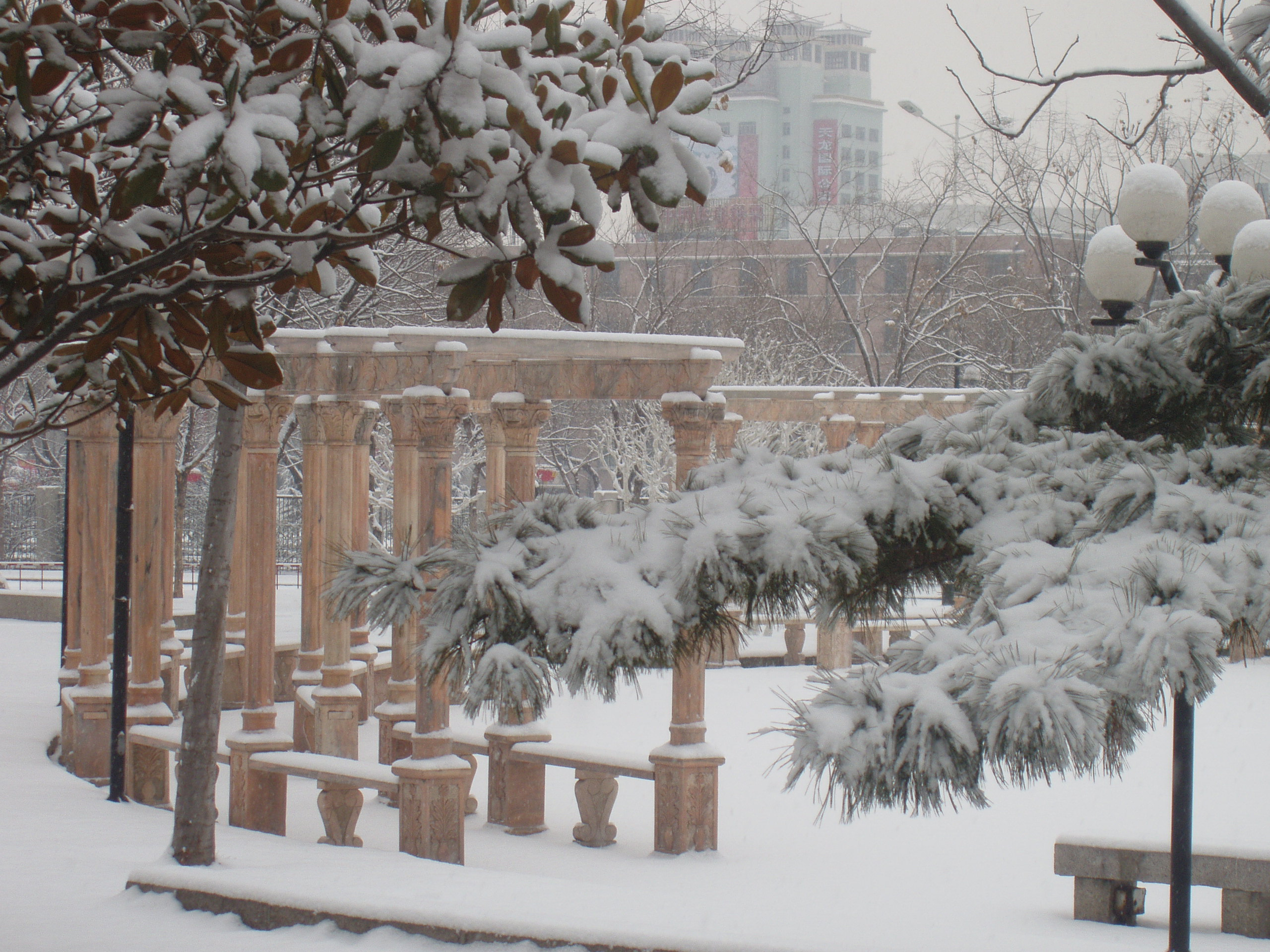
北校区青年广场 2008年
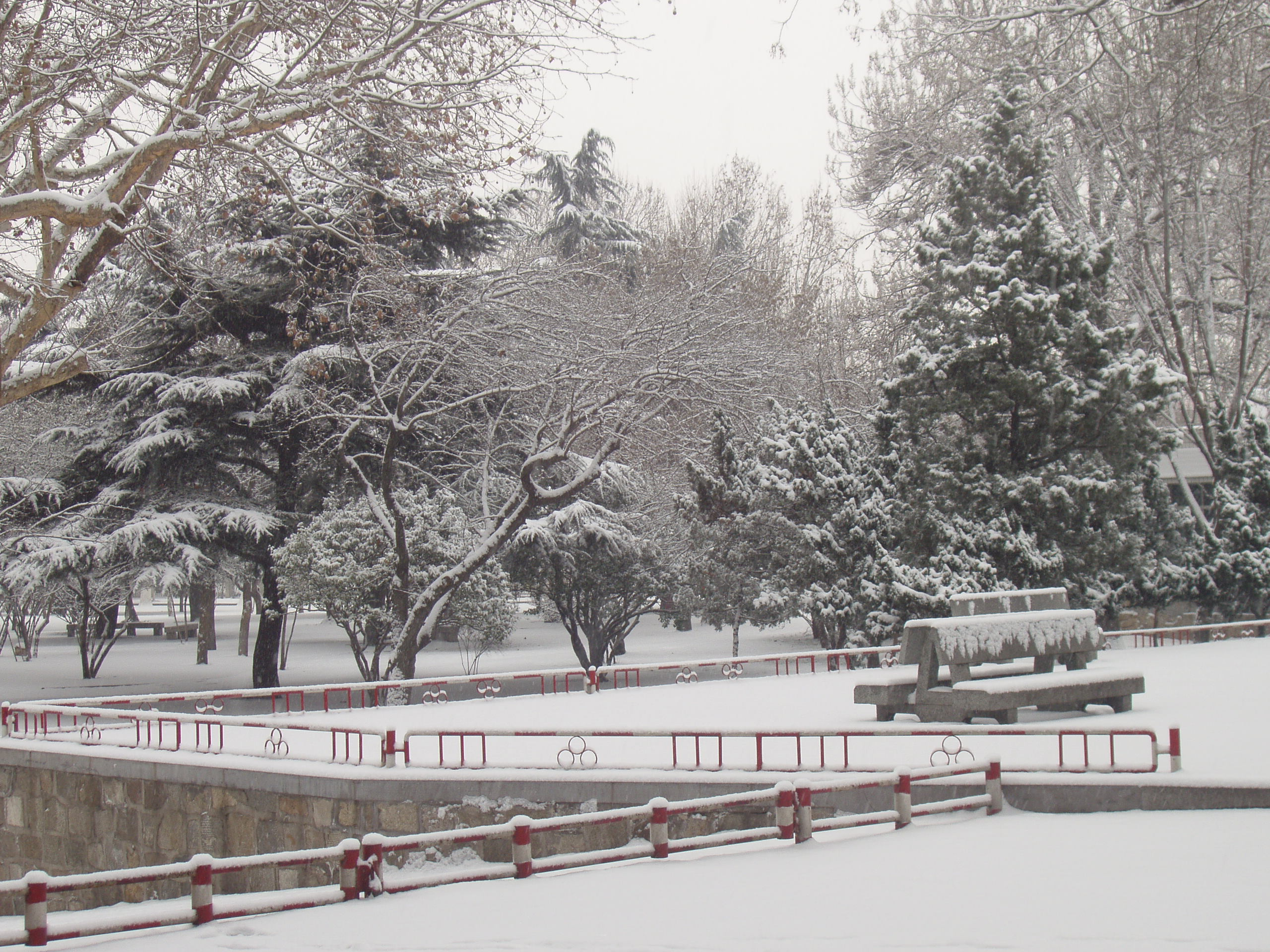
5S教学楼旁活动区 2008年

南校区

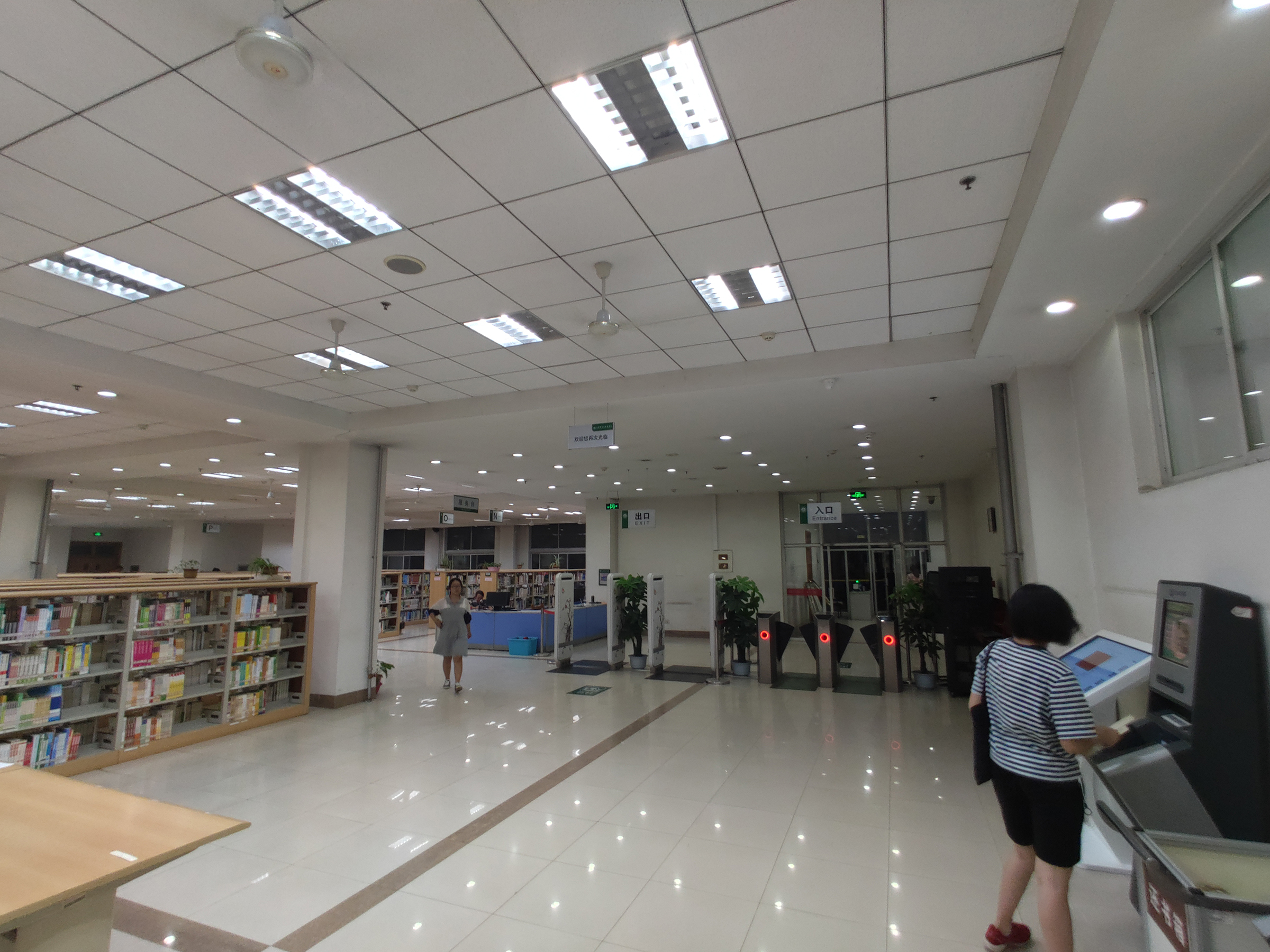
南校区图信楼自然科学借阅室
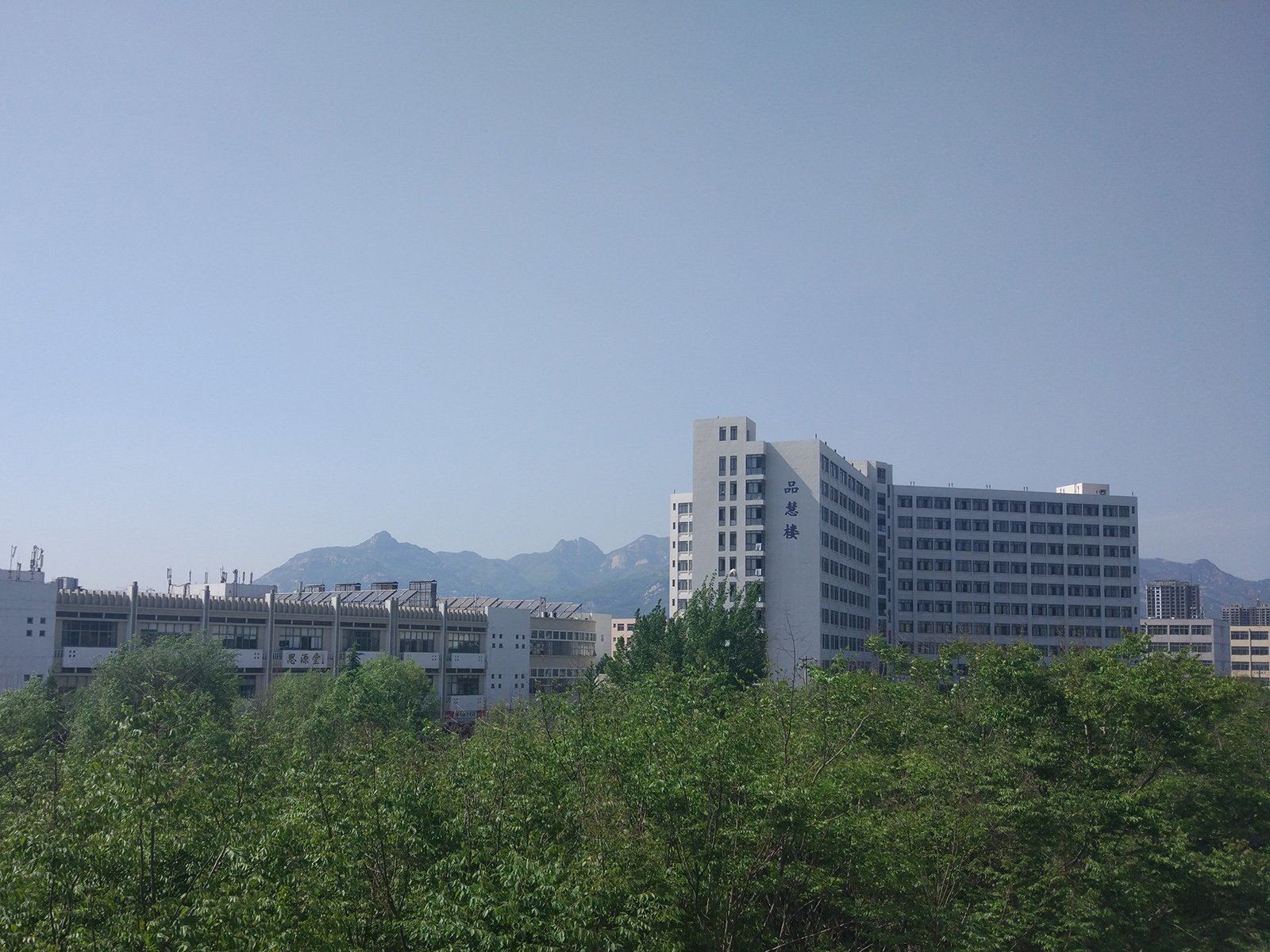
南校区品慧楼与思源堂
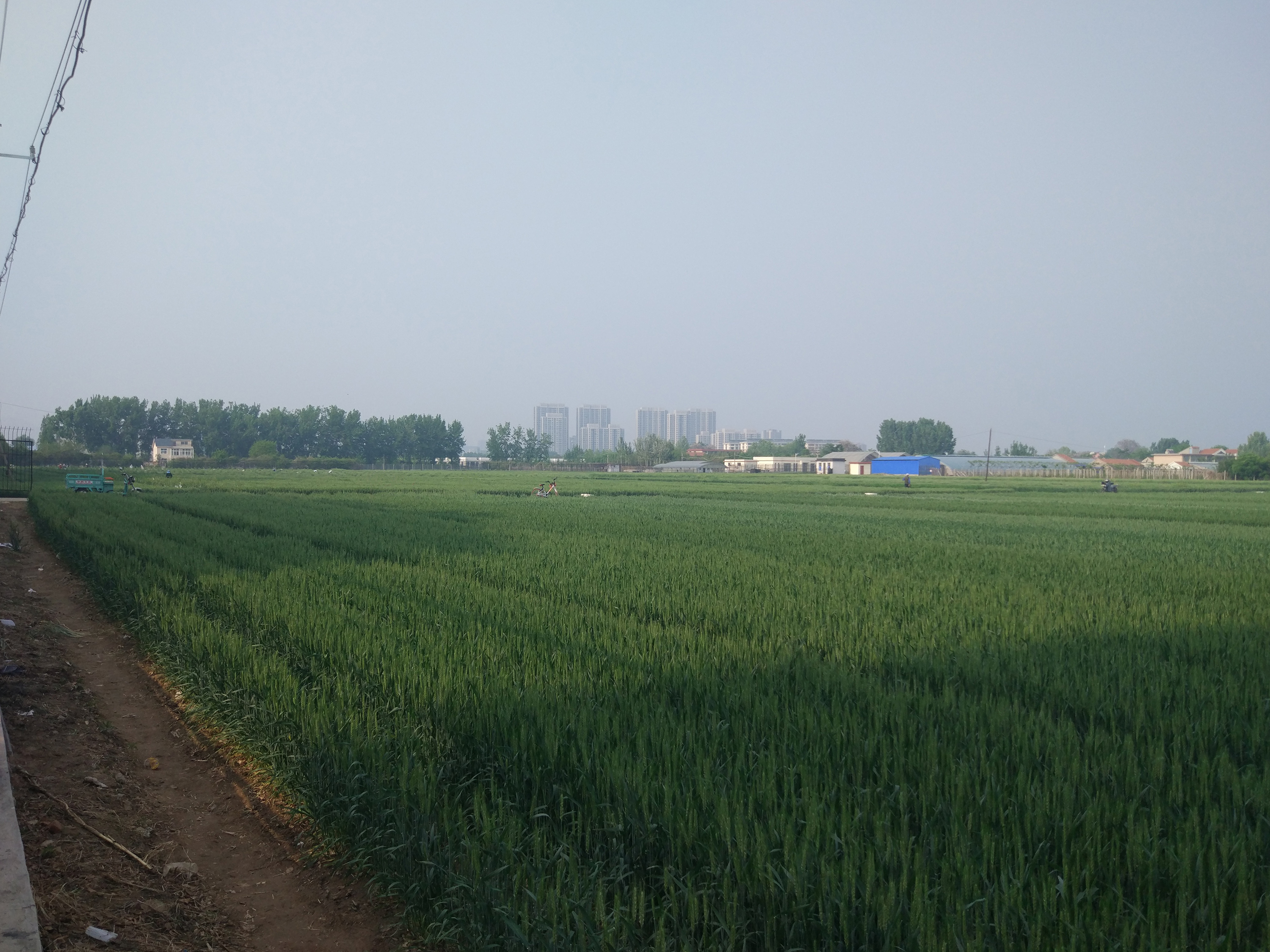
南校区东侧实验田

东校区
1999年之前为原山东省泰安林业学校，大部分于2019年7月拆除

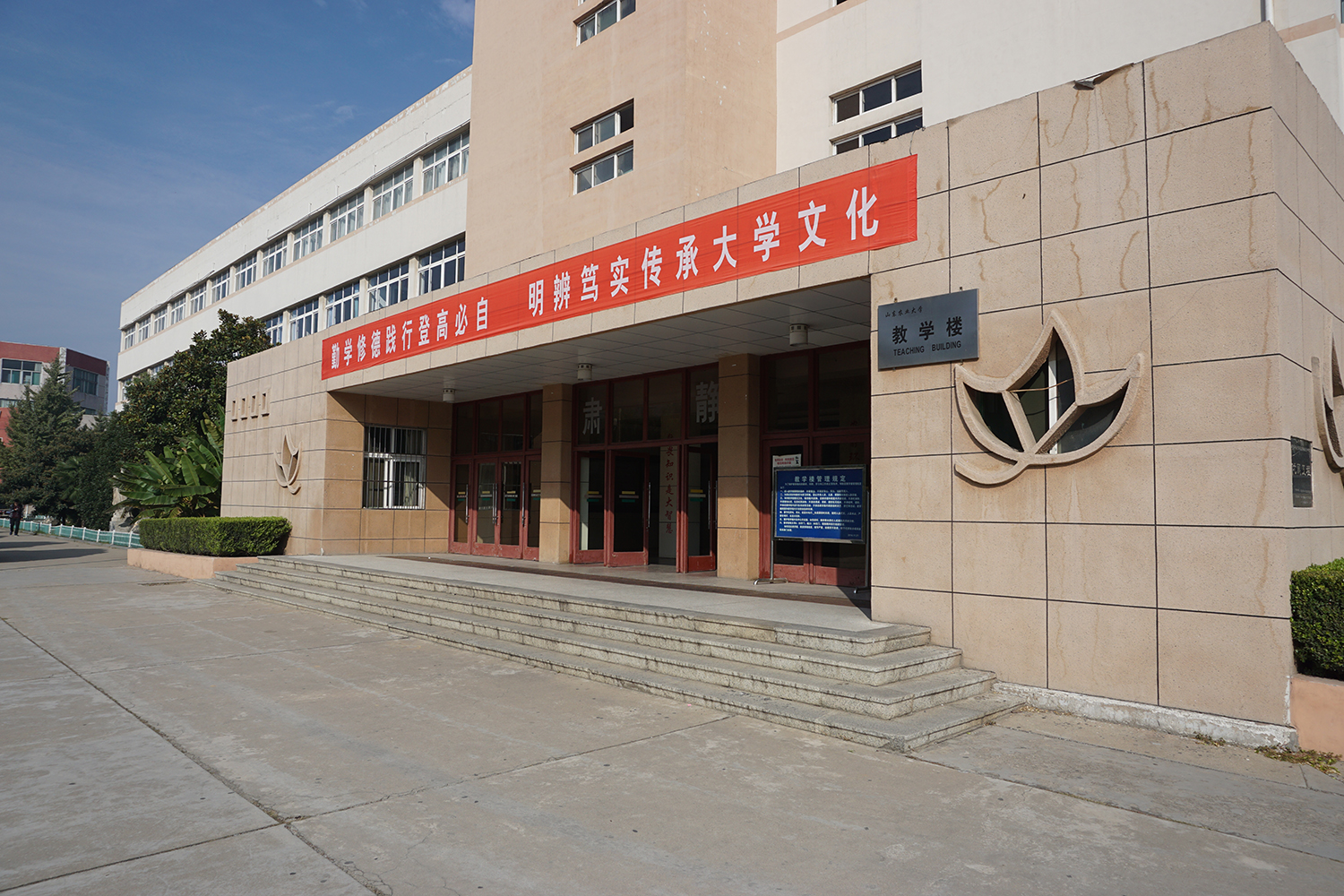
东校区教学楼 2017年
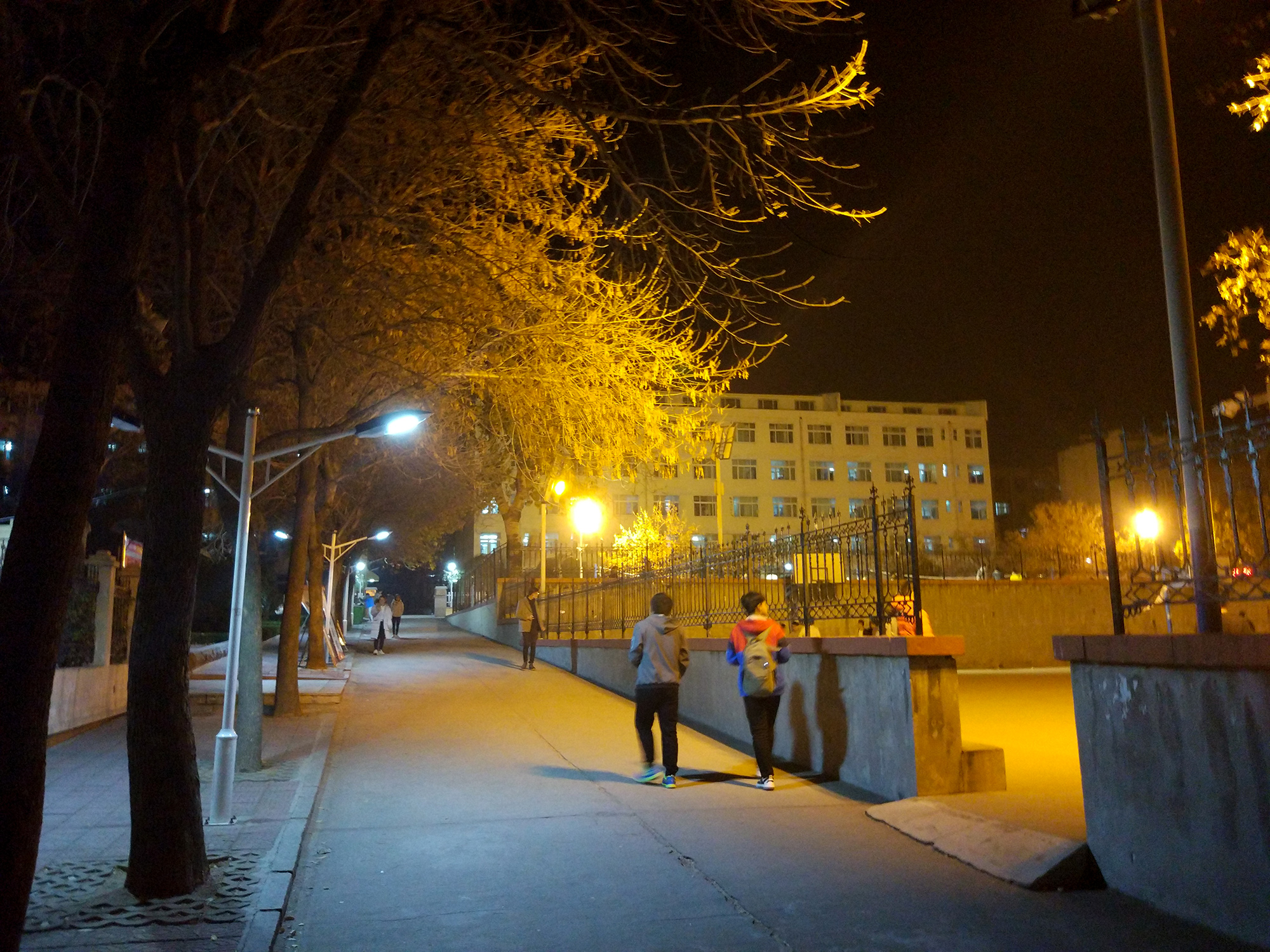
步行道，篮球场，宿舍 2017年
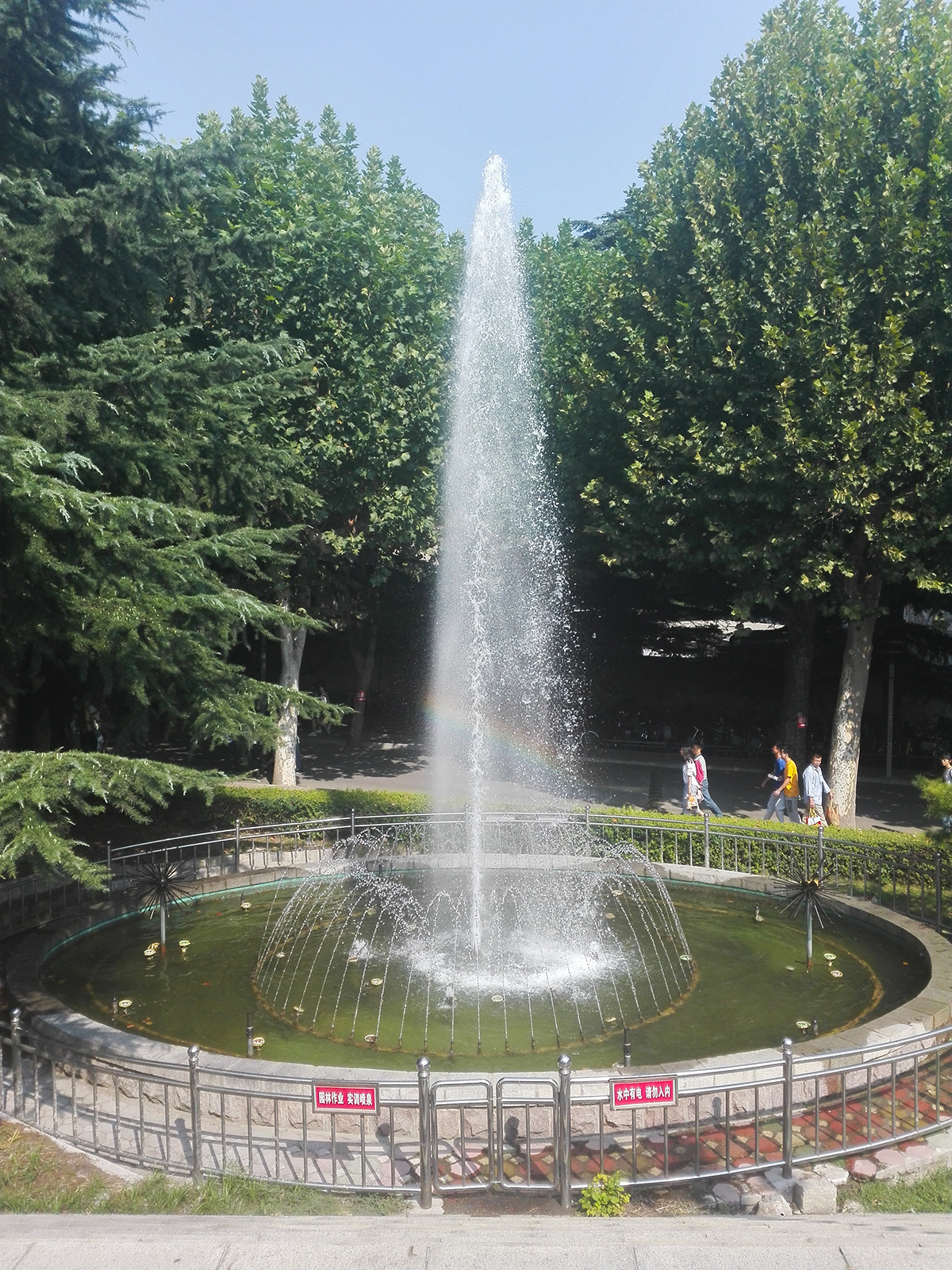
教学楼旁的喷泉 2016年
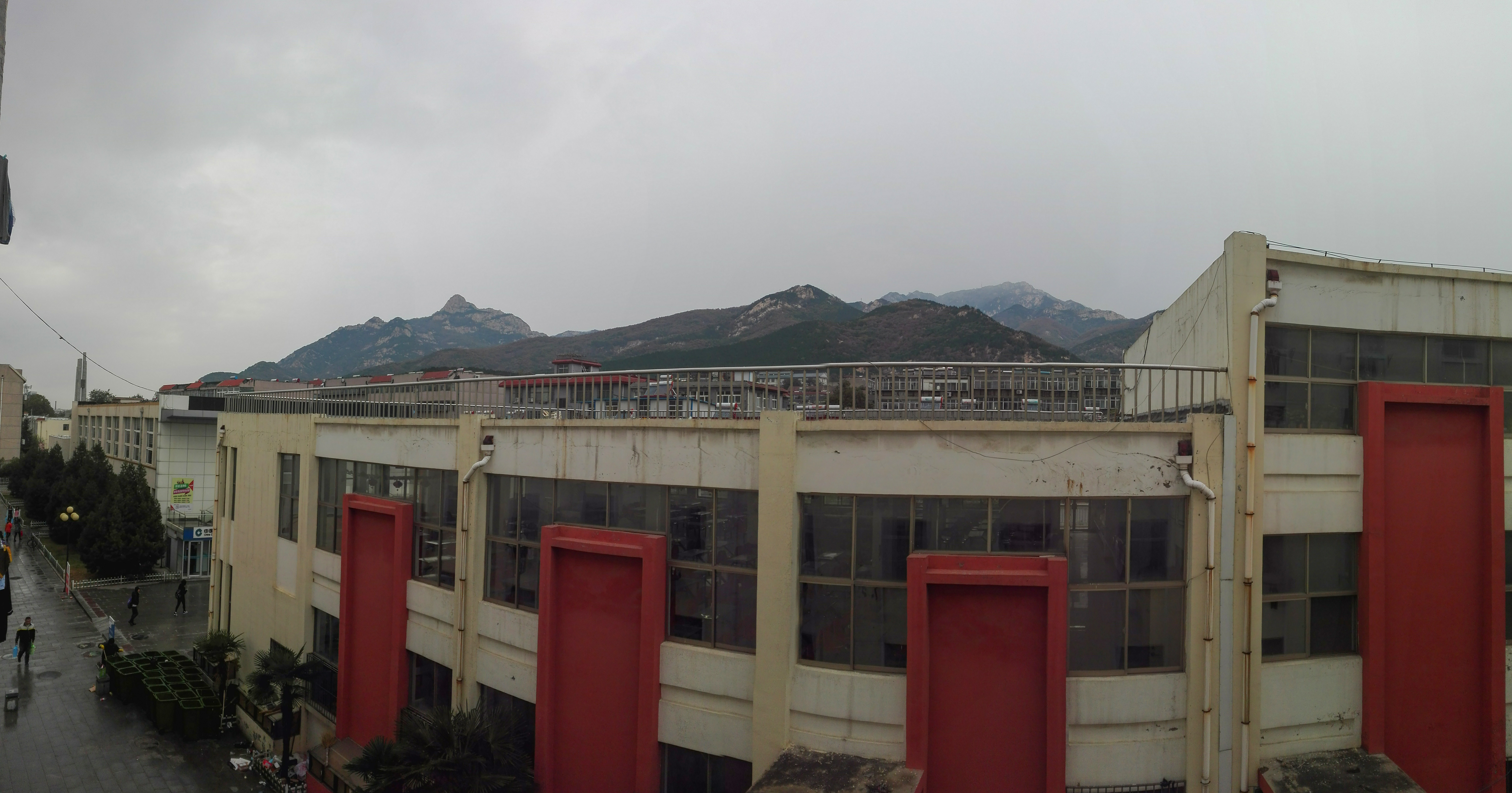
东校区食堂全景图，拍摄于2015年，远处的山脉是泰山。
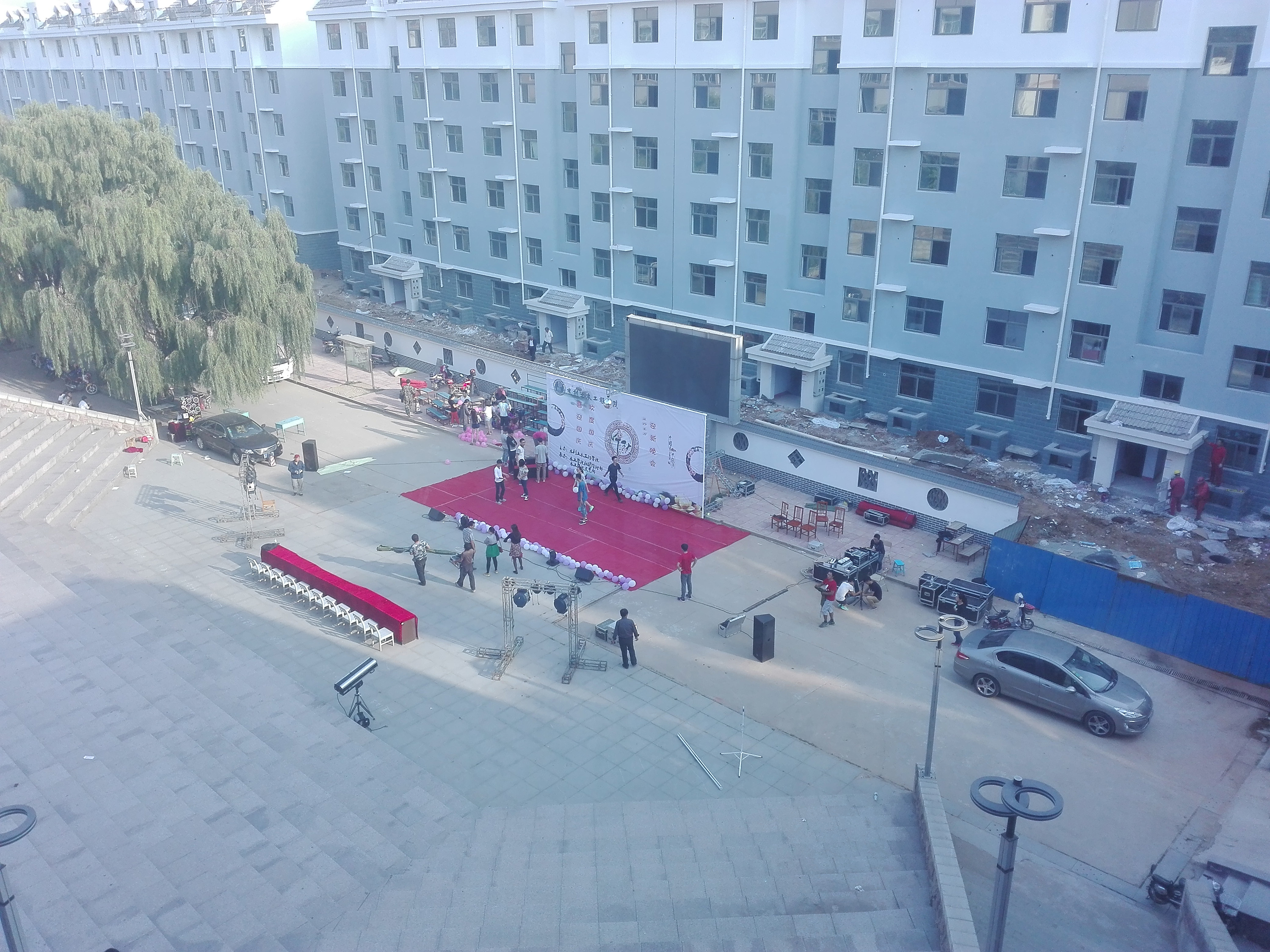
东校区青年广场，拍摄于2015年。
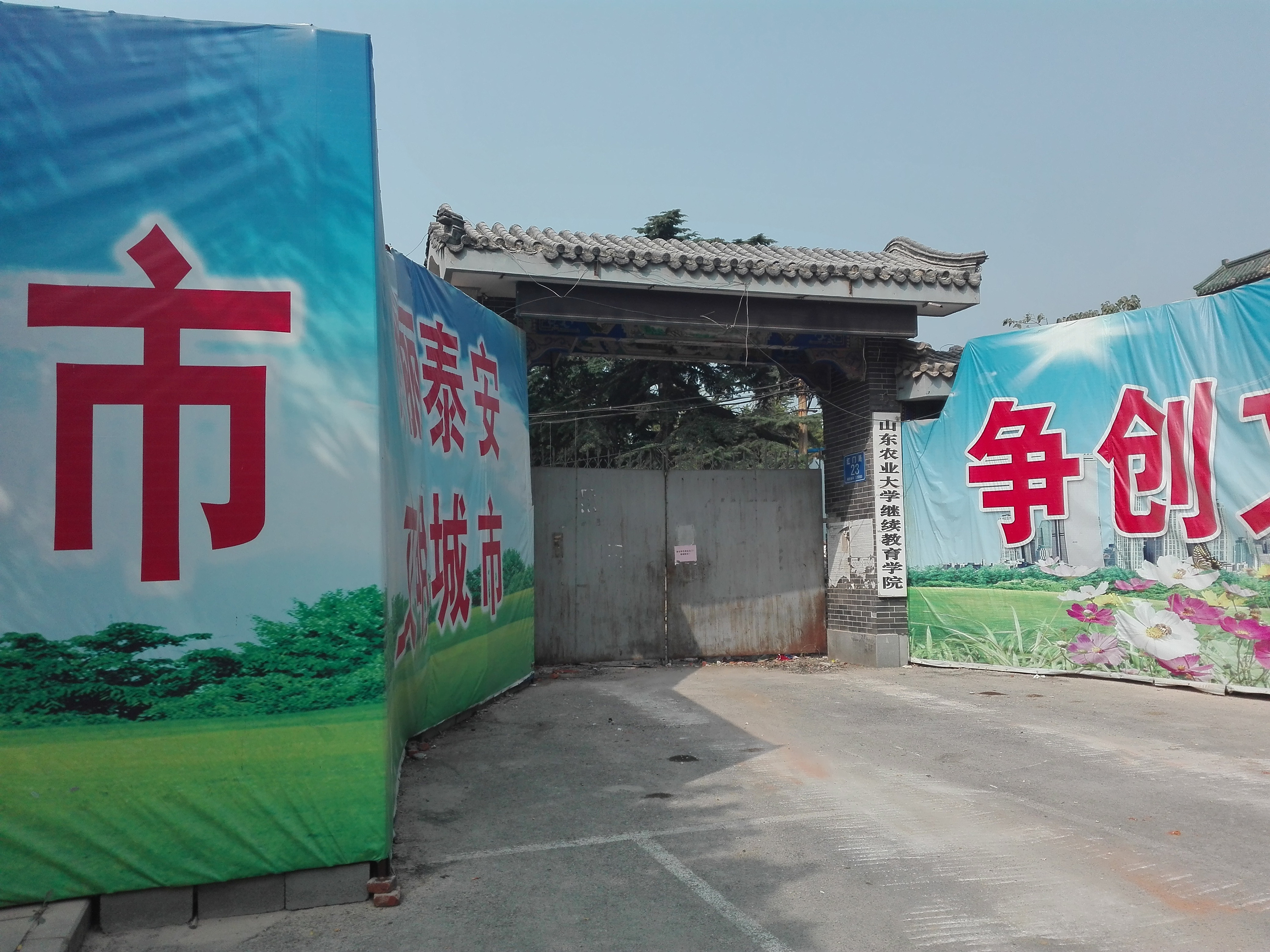
东校区继续教育学院东门（2015年），紧邻岱庙，现为旅游广场。
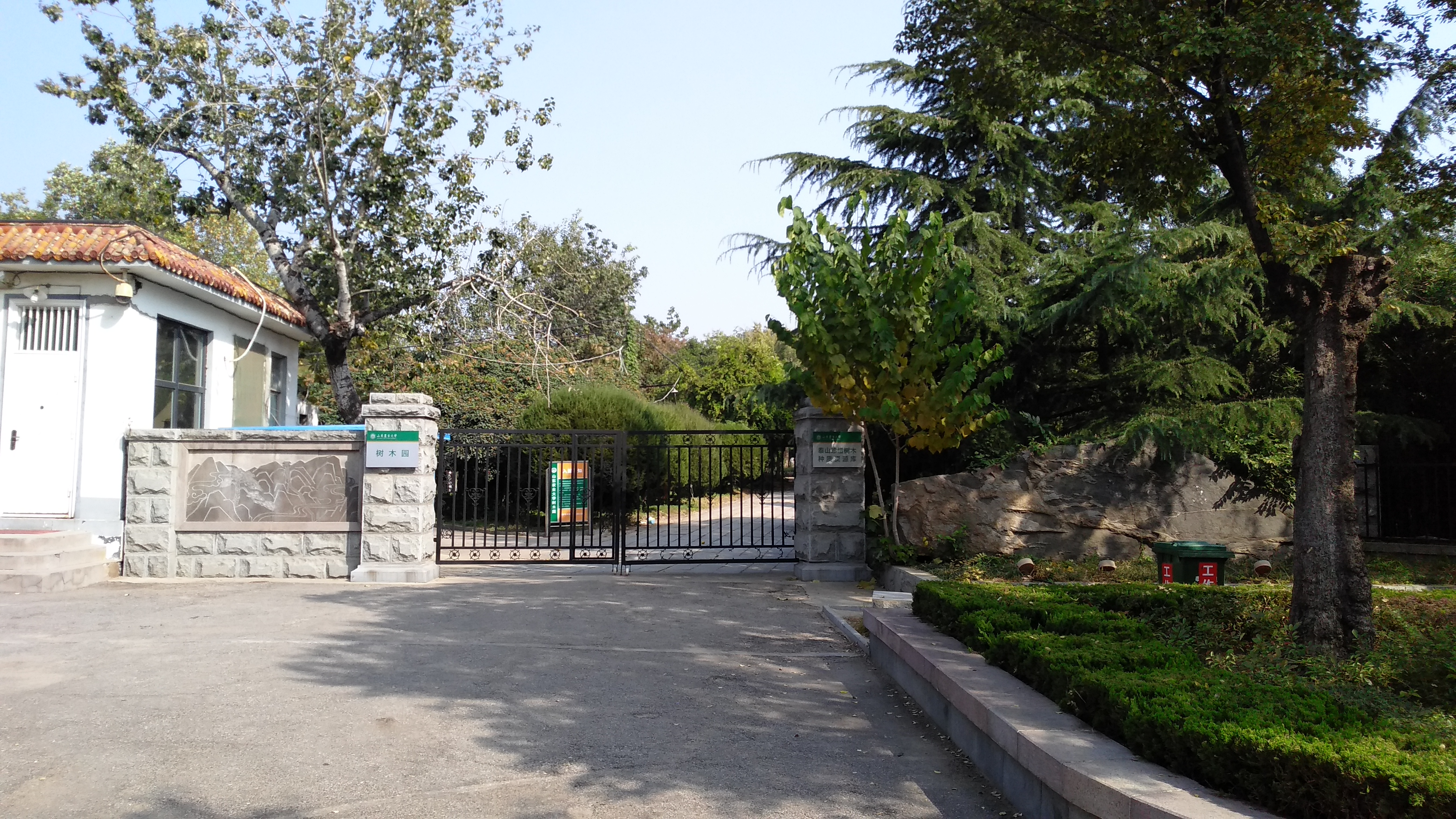
树木园，位于泰安市红门路32号附近，拍摄于2018年。

## 学科建设
截至2020年4月，山东农业大学有2个国家重点一级学科、2个农业部重点学科、3个山东省一流学科、21个省级重点学科，12个博士后科研流动站。10个一级学科博士点、49个博士点；24个一级学科硕士点、99个硕士点。

### 国家重点学科
- 作物栽培学与耕作学
- 果树学

### 农业部重点学科
- 作物栽培学与耕作学
- 果树学

### 山东省一流学科
- 作物学
- 园艺学
- 植物与动物科学

### 省级重点学科
- 作物栽培学与耕作学
- 果树学
- 蔬菜学
- 农林经济管理
- 作物遗传育种
- 植物生理学
- 植物病理学
- 园艺学
- 植物学
- 食品科学
- 基础兽医学
- 预防兽医学
- 水利水电工程
- 森林培育
- 农业昆虫与害虫防治
- 结构工程
- 园林植物与观赏园艺
- 农业机械化工程
- 土地资源管理
- 应用化学
- 水土保持与荒漠化防治[22]

## 两院院士
- 李振声, 中国科学院院士
- 余松烈, 中国工程院院士
- 束怀瑞, 中国工程院院士
- 山仑, 中国工程院院士
- 印象初, 中国科学院院士
- 李玉, 中国科学院院士
- 朱兆良, 中国科学院院士
- 于振文, 中国工程院院士[23]

## 轶事
- 1947-1958年，山东农学院的校址位于济南的洪家楼教堂附近（今山东大学洪家楼校区），彼时山东大学的驻地是青岛，没有搬迁到济南。[24]
- 西礼堂始建于1953年，次年建成，当时归属于济南军区专业干部速成中学，后改为“泰安行署党校礼堂”，1958年在山东农学院搬迁到泰安之后为山东农学院使用。[25][26]
- 西礼堂之所以被称作西礼堂，是因为水土学院有一个从三校合并之前继承下来的礼堂，被称作“东礼堂”，后因校园建设被拆除。
- 视频博主导演小策是动科学院兽医兽药专业的本科毕业生，他在本科期间是动科学院足球队的队长，业余时间做了些视频，不过在当时做视频只是个爱好。[27]

## 引用与注释
1. ↑  . 202.194.133.85.   [2020-11-28]. （原始内容存档于2020-11-28）.
2. ↑  . edu.shandong.gov.cn.   [2022-06-24]. （原始内容存档于2022-06-28）.
3. 1 2  . www.sdau.edu.cn.   [2020-11-21]. （原始内容存档于2020-11-22）.
4. 1 2  泰山晚报.最泰安. . 2020年9月11日  [2020年11月21日]. （原始内容存档于2020年11月22日）.
5. 1 2  . 泰山职业技术学院. （原始内容存档于2020-12-07）.
6. 1 2  . 山东畜牧兽医职业学院. （原始内容存档于2020-12-06）.
7. ↑  . history.sdau.edu.cn.   [2020-11-21]. （原始内容存档于2020-11-22）.
8. ↑  . history.sdau.edu.cn.   [2020-11-21]. （原始内容存档于2020-11-22）.
9. ↑  . history.sdau.edu.cn.   [2020-11-21]. （原始内容存档于2020-11-22）.
10. ↑  . （原始内容存档于2020-11-22）.
11. ↑  . （原始内容存档于2020-11-22）.
12. ↑  . news.qau.edu.cn.   [2020-11-21]. （原始内容存档于2020-12-19）.
13. ↑  . xuegongchu.sdau.edu.cn.   [2020-11-21]. （原始内容存档于2020-11-22）.
14. ↑  . taian.focus.cn.   [2020-11-21]. （原始内容存档于2020-11-22）.
15. ↑  . taian.iqilu.com.   [2020-11-21]. （原始内容存档于2020-11-22）.
16. ↑  泰山晚报（发布在齐鲁网）. . 2019-03-11  [2020-11-21]. （原始内容存档于2020-11-22）.
17. ↑  . www.myzaker.com.   [2020-11-21]. （原始内容存档于2020-11-22）.
18. ↑  . app.myzaker.com.   [2020-11-21]. （原始内容存档于2020-11-22）.
19. ↑  . waiyu.sdau.edu.cn.   [2020-11-21]. （原始内容存档于2020-11-22）.
20. ↑  .   [2022-01-05]. （原始内容存档于2022-01-05）.
21. ↑  . www.sdau.edu.cn.   [2020-11-21]. （原始内容存档于2020-11-22）.
22. ↑  . www.sdau.edu.cn.   [2020-11-21]. （原始内容存档于2020-11-22）.
23. ↑  . （原始内容存档于2020-11-22）.
24. ↑  . history.sdau.edu.cn.   [2020-11-26]. （原始内容存档于2020-12-19）.
25. ↑  . news.sina.com.cn.   [2020-11-23]. （原始内容存档于2020-12-01）.
26. ↑  最泰安·. . 微信公众平台.   [2020-11-23]. （原始内容存档于2020-12-19）.
27. ↑  Vista氢商业. . www.huxiu.com.   [2020-11-21]. （原始内容存档于2020-10-27） （中文（中国大陆））.